# 吉田友一
吉田 友一（1982年7月9日—）是著名日本的男性演員及模待兒，出生於新潟縣長岡市，並在埼玉縣長大，後來加入成為Avex Entertainment及AGAPE旗下的男藝人。身高183cm，血型B型。他曾在拍攝特攝作品《特搜戰隊刑事連者》，飾演DekaBreak（姶良鐵幹），並在2018年9月1日宣布與同樣參演該作並飾演刑事粉紅/胡堂小梅的演員菊地美香結婚並退出藝能界，現為針灸師，於京都開設針灸養生醫院。

## 參與作品

### 電視劇
- 獅子先生（2003年）
- 特搜戰隊刑事連者（2004年，朝日電視台・東映）飾演 姶良鐵幹／DekaBreak
- 彼女が死んじゃった（2004年，日本電視台）第9話
- 陽はいつか昇る（2004年，東京電視台）飾演 本田
- 小狗華爾滋（2004年，日本電視台）第2話
- 探偵ブギ（2006年，東京都會電視台）飾演 三浦義彥
- 純情外宿生
- ダンドリ娘（2006年，富士電視台）飾演 泰山
- ダンドリ。～Dance☆Drill～（2006年、富士電視台）飾演 泰山　最終話串客
- 美味學院（2007年，東京電視台）第10話
- 向牛許願（2007年，富士電視台）飾演 島岡拓
- 正しい王子のつくり方（2008年，東京電視台）飾演 澀川守
- 名古屋嬢の恋（2008年，東海電視台）
- 最後的朋友（2008年，富士電視台）第4話
- マゼンタに気をつけろ（2008年，朝日電視台）飾演 雜誌記者
- Room Of King（2008年，富士電視台）飾演 護士

### 綜藝節目
- ヤレデキ!世界大挑戦（2007年，TBS）
- 東京迷宮ファイル（2008年，富士電視台）

### 廣告
- 可爾必思水語
- J-PHONE西日本
- 日本可口可樂「飛雪動奕　高校球兒編」
- 任天堂「GAME BOY」
- Riso教育

### 電影
- 特搜戰隊刑事連者THE MOVIE: FULL BLAST ACTION（2004年，東映）飾演 姶良鐵幹／DekaBreak
- Life（2007年）
- Close Your Mind（2007年）

### Original Video
- 特搜戰隊刑事連者VS暴連者（2005年，東映）飾演 姶良鐵幹／DekaBreak
- 義経と弁慶（藤原泰衡）
- 魔法戰隊魔法連者VS刑事連者（2006年，東映）飾演 姶良鐵幹／DekaBreak
- 轟轟戰隊冒險者VS超級戰隊（2007年，東映）飾演 姶良鐵幹／DekaBreak

### 舞台／音樂劇
- MOBAアカデミア「夏の夜の夢」飾演 Dimitri
- TOKYO MEETS PROJECT vol．1「BANG！BANG！BANG！～ちょっとだけ大作戦～」
- bambino（2006年3月）飾演 慎一郎
- bambino＋（2006年12月）〃
- メモリーズ２～セカンド・オファー～
- *pnish* vol.9「シークレットボックス」
- スイッチを押すとき
- となりの守護神
- 青春ミステリー「ロストデイズ」
- ひなかの金魚

「戦國BASARA」 飾演 片倉小十郎 (2009年)
- 「戦國BASARA3」 飾演 片倉小十郎 (2011年10月)
- 「戦國BASARA2」 飾演 片倉小十郎 (2012年5.6月)
- 「戦國BASARA3-瀨戶內響嵐」 飾演 片倉小十郎 (2012年11月)
- 「戦國BASARA3宴」 飾演 片倉小十郎 (2013年4月)

### 表演
- PRADA in TOKYO

### PV
- dream「Transit -independence-」（2005年）

## 外部連結
- （日語） 吉田友一官方網址 （页面存档备份，存于）
- （日語） AGAPE>吉田友一 （页面存档备份，存于）
- （日語） tomokazu yoshida's BLOG（－2007年10月4日） （页面存档备份，存于）
- （日語） 吉田友一官方日記（2007年10月4日－）（页面存档备份，存于）

| 前任： 田中幸太朗 （爆龍戰隊暴連者） | 日本超級戰隊系列白色戰士演員 特搜戰隊刑事連者 同期：石野真子 2004年2月15日-2005年2月6日 | 繼任： 渡邊梓 （魔法戰隊魔法連者） |